# 格雷格·德拉蒙德
格雷格·德拉蒙德（英語：Greg Drummond，1989年2月3日—），生于福弗尔，苏格兰男子冰壶运动员。他曾代表英国参加2014年冬季奥林匹克运动会冰壶比赛，获得一枚银牌。